# Parc national de Meru Betiri

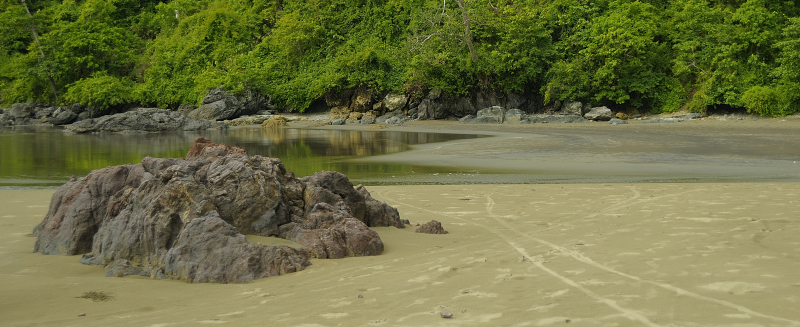
La plage de Rajegwesi

Le parc national de Meru Betiri est un parc national situé sur la côte sud de la province indonésienne de Java oriental, à cheval sur les kabupaten (départements) de Jember et Banyuwangi. Sa superficie est de 50 000 hectares. Il a été nommé d'après le plus haut sommet de la région le Betiri (1 223 m).
Le parc couvre une zone de forêt tropicale, de mangrove de marais et de plages, dont celle de Sukamade, connue comme lieu de ponte pour les tortues.
Avec les  parcs nationaux d'Alas Purwo et de Baluran et la réserve naturelle de Kawah Ijen, ils forment la réserve de biosphère de Balambangan, reconnue par l'Unesco depuis 2016.